# مریدیت بکستر
 مریدیت بَکستر (انگلیسی: Meredith Baxter؛ زادهٔ ۲۱ ژوئن ۱۹۴۷) یک هنرپیشه اهل ایالات متحده آمریکا است. وی از سال ۱۹۷۱ میلادی تاکنون مشغول فعالیت بوده‌است.
از فیلم‌ها یا برنامه‌های تلویزیونی که وی در آن نقش داشته است می‌توان به همه مردان رئیس جمهور و قتل در قطار سریع‌السیر شرق اشاره کرد.